# Valerija Savinych
Valerija Dmitrievna Savinych, accreditata dalla WTA con la traslitterazione anglosassone Valeria Savinykh (in russo Валерия Дмитриевна Савиных?; Ekaterinburg, 20 febbraio 1991), è una tennista russa.

## Carriera
Valerija Savinych ha iniziato a giocare a tennis all'età di cinque anni. A livello ITF ha vinto 10 titoli in singolare e 23 nel doppio. Come professionista ha raggiunto il suo migliore risultato nell'Australian Open 2013 arrivando fino al terzo turno nel singolare femminile dove è stata battuta dalla belga Kirsten Flipkens.

## Statistiche WTA

### Doppio

#### Sconfitte (2)
| Legenda               |
| --------------------- |
| Grande Slam (0)       |
| Argenti Olimpici (0)  |
| WTA Finals (0)        |
| WTA Elite Trophy (0)  |
| Premier Mandatory (0) |
| Premier 5 (0)         |
| Premier (0)           |
| International (2)     |

| N. | Data              | Torneo                               | Superficie | Compagna         | Avversarie in finale                      | Punteggio        |
| 1. | 2 marzo 2013      | WTA Brasil Tennis Cup, Florianópolis | Cemento    | Anne Keothavong  | Anabel Medina Garrigues Jaroslava Švedova | 0–6, 4–6         |
| 2. | 15 settembre 2019 | Japan Women's Open Tennis, Hiroshima | Cemento    | Christina McHale | Misaki Doi Nao Hibino                     | 6-3, 4-6, [4-10] |

## Circuito WTA 125

### Doppio

#### Vittorie (1)
| N. | Data             | Torneo                         | Superficie  | Compagna         | Avversarie in finale            | Punteggio |
| 1. | 12 novembre 2017 | Engie Open de Limoges, Limoges | Cemento (i) | Maryna Zanevs'ka | Chloé Paquet Pauline Parmentier | 6-0, 6-2  |

## Statistiche ITF

### Singolare

#### Vittorie (10)
| Torneo $100.000 (1) |
| Torneo $80.000 (0)  |
| Torneo $75.000 (0)  |
| Torneo $60.000 (1)  |
| Torneo $50.000 (0)  |
| Torneo $40.000 (1)  |
| Torneo $25.000 (5)  |
| Torneo $15.000 (1)  |
| Torneo $10.000 (1)  |

| N.  | Data             | Torneo                                                 | Superficie | Avversaria in finale   | Punteggio            |
| 1.  | 16 aprile 2011   | Soweto Open, Johannesburg                              | Cemento    | Petra Cetkovská        | 6-1, 6-3             |
| 2.  | 30 ottobre 2016  | Heraklion Hellenic Zeus Circuit, Heraklion             | Cemento    | Gabriella Taylor       | 6-2, 4-1 rit.        |
| 3.  | 4 giugno 2017    | Montemor-o-Novo Ladies Open, Montemor-o-Novo           | Cemento    | Sarah-Rebecca Sekulic  | 6-2, 6-0             |
| 4.  | 26 agosto 2017   | Mençuna Cup, Artvin                                    | Cemento    | Ayla Aksu              | 3–6, 7–6(10), 7–6(5) |
| 5.  | 15 dicembre 2018 | LIC ITF Women's Tennis Championships, Pune             | Cemento    | Lu Jiajing             | 3–6, 6–2, 7–6(7)     |
| 6.  | 5 maggio 2019    | Namangan ITF World Tennis Tour Event, Namangan         | Cemento    | Eudice Chong           | 6–0, 4–6, 7–5        |
| 7.  | 4 agosto 2019    | Formosa Cup, Taipei                                    | Cemento    | Risa Ushijima          | 7-5, 6-2             |
| 8.  | 18 aprile 2021   | Ladies Open Calvi, Calvi                               | Cemento    | Susan Bandecchi        | 6-1, 6-4             |
| 9.  | 25 dicembre 2022 | Ganesh Naik ITF Women's Tennis Tournament, Navi Mumbai | Cemento    | Priska Madelyn Nugroho | 6-2, 7-6(4)          |
| 10. | 2 luglio 2023    | Open Generali Ciudad de Palma del Río, Palma del Río   | Cemento    | Harmony Tan            | 7-5, 6-3             |

#### Sconfitte (17)
| Torneo $100.000 (0) |
| Torneo $80.000 (0)  |
| Torneo $75.000 (0)  |
| Torneo $60.000 (2)  |
| Torneo $50.000 (2)  |
| Torneo $40.000 (2)  |
| Torneo $25.000 (6)  |
| Torneo $15.000 (1)  |
| Torneo $10.000 (4)  |

| N.  | Data              | Torneo                                           | Superficie  | Avversaria in finale | Punteggio        |
| 1.  | 27 luglio 2008    | ITF Women's Circuit Rabat, Rabat                 | Terra rossa | Lisa Sabino          | 1–6, 4–6         |
| 2.  | 21 settembre 2008 | Open GDF SUEZ Région Limousin, Limoges           | Cemento (i) | Marina Mel'nikova    | 0-1, rit.        |
| 3.  | 4 luglio 2010     | Swedish Ladies Ystad, Ystad                      | Terra rossa | Sofia Arvidsson      | 3–6, 1–6         |
| 4.  | 7 novembre 2010   | Open GDF SUEZ Nantes Atlantique, Nantes          | Cemento (i) | Lucie Hradecká       | 3-6, 1-6         |
| 5.  | 24 dicembre 2011  | Ankara Cup, Ankara                               | Cemento (i) | Kristina Mladenovic  | 5-7, 7-5, 1-6    |
| 6.  | 11 maggio 2014    | ITF Womens Tennis Club de Tunis, Tunisi          | Terra rossa | Ons Jabeur           | 3-6, 6(4)-7      |
| 7.  | 12 giugno 2016    | ITF Women's Circuit Puszczykowo, Puszczykowo     | Cemento     | Marie Bouzková       | 2-6, 0-6         |
| 8.  | 18 luglio 2016    | Astana Womens, Astana                            | Cemento     | Vera Lapko           | 6(3)-7, 6-3, 4-6 |
| 9.  | 28 maggio 2017    | Santarem Ladies Open, Santarém                   | Cemento     | Cristina Bucșa       | 4-6, 4-6         |
| 10. | 10 novembre 2018  | AEGON Pro Series Shrewsbury, Shrewsbury          | Cemento (i) | Maia Lumsden         | 1-6, 6-4, 3-6    |
| 11. | 19 maggio 2019    | Singapore ITF Women's, Singapore                 | Cemento     | Abigail Tere-Apisah  | 3–6, 2–6         |
| 12. | 18 luglio 2021    | President's Cup, Nur-Sultan                      | Cemento     | Mariam Bolkvadze     | 6-4, 3-6, 2-6    |
| 13. | 26 giugno 2022    | Raanana Women's Tennis Tournament, Ra'anana      | Cemento     | Marija Timofeeva     | 1-6, 2-6         |
| 14. | 8 gennaio 2023    | ITF Women's Circuit presented by SAT, Nonthaburi | Cemento     | Kateryna Volodko     | 2-6, 3-6         |
| 15. | 15 maggio 2023    | Ambassadori Tennis Open, Cachezia                | Cemento     | Bai Zhuoxuan         | 4-6, 5-7         |
| 16. | 6 agosto 2023     | Women's TEC Cup, Barcellona                      | Cemento     | Arina Rodionova      | 4-6, 7-5, 1-6    |
| 17. | 31 marzo 2024     | BTC Murska Sobota Open, Murska Sobota            | Cemento (i) | Viktória Hrunčáková  | 0-6, 3-6         |

### Doppio

#### Vittorie (23)
| Torneo $100.000 (1) |
| Torneo $80.000 (0)  |
| Torneo $75.000 (0)  |
| Torneo $60.000 (0)  |
| Torneo $50.000 (2)  |
| Torneo $40.000 (0)  |
| Torneo $25.000 (14) |
| Torneo $15.000 (1)  |
| Torneo $10.000 (5)  |

| N.  | Data              | Torneo                                                          | Superficie  | Partner            | Avversarie                                | Punteggio           |
| 1.  | 7 luglio 2008     | Proal Open, Prokuplje                                           | Terra rossa | Ljubica Avramović  | Zorica Petrov Anja Prislan                | w/o                 |
| 2.  | 20 ottobre 2008   | Governor's Cup Lagos, Lagos                                     | Cemento     | Elena Čalova       | Rushmi Chakravarthi Isha Lakhani          | 6(6)–7, 6–3, [10–7] |
| 3.  | 18 maggio 2009    | Palmera Beach Resort, Ain Sokhna                                | Terra rossa | Anna Brazhnikova   | Galina Fokina Anna Morgina                | 3–6, 6–3, [10–6]    |
| 4.  | 7 febbraio 2010   | AEGON Pro Series Sutton, Sutton                                 | Cemento     | Eirini Georgatou   | Naomi Cavaday Anna Smith                  | 7–5, 2–6, [10–8]    |
| 5.  | 18 luglio 2010    | Zwevegem Ladies Open, Zwevegem                                  | Terra rossa | Richèl Hogenkamp   | Irina Chromačëva Maryna Zanevs'ka         | 6-3, 3-6, [10-7]    |
| 6.  | 17 gennaio 2011   | Open GDF SUEZ 42, Andrézieux-Bouthéon                           | Cemento (i) | Luciana Sarmenti   | Kiki Bertens Richèl Hogenkamp             | 6-3, 7-6(0)         |
| 7.  | 3 aprile 2011     | Torneo Internacional de Tenis Femenino Ciudad de Monzón, Monzón | Cemento     | Elena Bovina       | Margalita Čachnašvili Ivana Lisjak        | 6-1, 2-6, [10-4]    |
| 8.  | 16 ottobre 2011   | USTA Tennis Classic of Troy, Troy                               | Cemento     | Elena Bovina       | Varvara Lepchenko Mashona Washington      | 7–6(6), 6–3         |
| 9.  | 5 maggio 2014     | ITF Womens Tennis Club de Tunis, Tunisi                         | Terra rossa | Andrea Gámiz       | Marina Mel'nikova Beatriz García Vidagany | 6-4, 6-1            |
| 10. | 2 giugno 2014     | ITF Women's La Marsa, La Marsa                                  | Terra rossa | Andrea Gámiz       | Xenia Knoll Pemra Özgen                   | 1–6, 7–6(6), [11–9] |
| 11. | 21 febbraio 2016  | Ciudad de Palma Nova, Palma Nova                                | Terra rossa | Al'jona Sotnikova  | Amanda Carreras Alice Savoretti           | 2–6, 6–4, [10–6]    |
| 12. | 30 aprile 2016    | Heraklion Hellenic Zeus Circuit, Heraklion                      | Cemento     | Al'jona Sotnikova  | Ksenija Bekker Alina Silič                | 4–6, 6–4, [10–7]    |
| 13. | 10 giugno 2016    | Puszczykowo Open, Puszczykowo                                   | Cemento     | Weronika Foryś     | Olga Brózda Katarzyna Kawa                | 7-6(4), 6-4         |
| 14. | 2 luglio 2016     | Bella Cup, Toruń                                                | Terra rossa | Irina Maria Bara   | Akgul Amanmuradova Valentina Ivachnenko   | 6–3, 4–6, [10–7]    |
| 15. | 15 aprile 2017    | ITF Women's Circuit Nanning, Nanning                            | Cemento     | Lu Jingjing        | Gai Ao Guo Hanyu                          | 6-4, 6-4            |
| 16. | 26 maggio 2017    | Santarém Ladies Open, Santarém                                  | Cemento     | Valerija Strachova | Cristina Bucșa Ksenija Kuznecova          | 6-3, 6-2            |
| 17. | 15 luglio 2017    | Winnipeg Challenger, Winnipeg                                   | Cemento     | Hiroko Kuwata      | Kimberly Birrell Caroline Dolehide        | 6-4, 7-6(4)         |
| 18. | 22 luglio 2017    | Challenger de Gatineau, Gatineau                                | Cemento     | Hiroko Kuwata      | Kimberly Birrell Emily Webley-Smith       | 4–6, 6–3, [10–5]    |
| 19. | 29 settembre 2018 | Obidos Ladies Open, Óbidos                                      | Sintetico   | Katarzyna Piter    | Mariam Bolkvadze Inês Murta               | 6-3, 6-2            |
| 20. | 2 novembre 2018   | AEGON Pro Series Wirral, Wirral                                 | Cemento (i) | Freya Christie     | Sarah Beth Grey Olivia Nicholls           | 6-4, 7-5            |
| 21. | 2 febbraio 2019   | Dow Corning Tennis Classic, Midland                             | Cemento (i) | Vol'ha Havarcova   | Cori Gauff Ann Li                         | 6-4, 6-0            |
| 22. | 2 luglio 2021     | Generali Open Ciudad Palma del Río, Palma del Río               | Cemento     | Eri Hozumi         | Himari Sato Lulu Sun                      | 7-6(6), 6-3         |
| 23. | 1º luglio 2022    | Open Generali Ciudad de Palma de Río, Palma del Río             | Cemento     | Fanny Stollár      | Celia Cerviño Ruiz Justina Mikulskytė     | 7-6(3), 6-2         |

#### Sconfitte (26)
| Torneo $100.000 (3) |
| Torneo $80.000 (0)  |
| Torneo $75.000 (1)  |
| Torneo $60.000 (4)  |
| Torneo $50.000 (2)  |
| Torneo $40.000 (0)  |
| Torneo $25.000 (13) |
| Torneo $15.000 (0)  |
| Torneo $10.000 (3)  |

| N.  | Data             | Torneo                                                   | Superficie    | Partner                | Avversarie                                | Punteggio           |
| 1.  | 4 agosto 2007    | Trofeo Città di Gardone Val Trompia, Gardone Val Trompia | Terra rossa   | Anastasia Grymalska    | Alice Balducci Kildine Chevalier          | 6–3, 6(5)–7, 3–6    |
| 2.  | 26 luglio 2008   | ITF Women's Circuit Rabat, Rabat                         | Terra rossa   | Juliana Umanec         | Lisa Sabino Benedetta Davato              | 2–6, 1–6            |
| 3.  | 20 dicembre 2008 | Al Habtoor Tennis Challenge, Dubai                       | Cemento       | Elena Čalova           | Irena Pavlović Maša Zec Peškirič          | 6(6)-7, 6-3, [3-10] |
| 4.  | 5 aprile 2009    | ITF Women's Circuit Khanty-Mansiysk, Chanty-Mansijsk     | Sintetico (i) | Oksana Kalašnikova     | Ksenija Milevskaja Lesja Curenko          | 2-6, 3-6            |
| 5.  | 15 agosto 2009   | Multisport Cup, Mosca                                    | Terra rossa   | Marina Šamajko         | Ekaterina Ivanova Arina Rodionova         | 3-6, 3-6            |
| 6.  | 3 ottobre 2009   | ITF Granada Trofeo Mapfre, Granada                       | Cemento       | Betina Jozami          | Nina Bratčikova Arina Rodionova           | 1-6, 6-3, [6-10]    |
| 7.  | 1º maggio 2010   | Internazionali Femminili di Tennis di Brescia, Brescia   | Terra rossa   | Iryna Brémond          | Naomi Cavaday Anastasija Pivovarova       | 3–6, 7–6(5), [8–10] |
| 8.  | 23 ottobre 2010  | AEGON Pro Series Glasgow, Glasgow                        | Cemento (i)   | Eirini Georgatou       | Karen Barbat Julia Mayr                   | w/o                 |
| 9.  | 20 novembre 2010 | Ritro Slovak Open, Bratislava                            | Cemento (i)   | Claire Feuerstein      | Emma Laine Irena Pavlović                 | 4-6, 4-6            |
| 10. | 19 ottobre 2014  | Abierto Tampico, Tampico                                 | Cemento       | Kateryna Bondarenko    | Petra Martić Maria Sanchez                | 3-6, 6-3, [2-10]    |
| 11. | 13 dicembre 2014 | Circuito Femenil Mérida, Mérida                          | Cemento       | Andrea Gámiz           | Tatjana Maria Renata Zarazúa              | 4-6, 1-6            |
| 12. | 23 aprile 2016   | Heraklion Hellenic Zeus Circuit, Heraklion               | Cemento       | Al'jona Sotnikova      | Freya Christie Chanel Simmonds            | 4–6, 0–6            |
| 13. | 2 settembre 2016 | Almaty Open, Almaty                                      | Terra rossa   | Polina Monova          | Valentina Ivachnenko Anastasija Komardina | 5-7, 4-6            |
| 14. | 17 dicembre 2016 | Al Habtoor Tennis Challenge, Dubai                       | Cemento       | Hsieh Su-wei           | Mandy Minella Nina Stojanović             | 3-6, 6-3, [4-10]    |
| 15. | 19 marzo 2017    | Pingshan Open, Shenzhen                                  | Cemento       | Eri Hozumi             | Ljudmyla Kičenok Nadežda Kičenok          | 4-6, 4-6            |
| 16. | 6 agosto 2017    | Fifth Third Bank Tennis Championships, Lexington         | Cemento       | Hiroko Kuwata          | Priscilla Hon Vera Lapko                  | 3-6, 4-6            |
| 17. | 9 febbraio 2018  | Launceston Tennis International, Launceston              | Cemento       | Laura Robson           | Jessica Moore Ellen Perez                 | 6(5)–7, 4-6         |
| 18. | 15 dicembre 2018 | NECC ITF International Women's Tournament, Pune          | Cemento       | Sharon Fichman         | Beatrice Gumulya Ana Veselinović          | 6(4)–7, 6–1, [9–11] |
| 19. | 16 febbraio 2019 | AEGON Pro Series Shrewsbury, Shrewsbury                  | Cemento (i)   | Freya Christie         | Arina Rodionova Yanina Wickmayer          | 2-6, 5-7            |
| 20. | 16 marzo 2019    | Kazan Kremlin Cup, Kazan'                                | Cemento (i)   | Freya Christie         | Ol'ga Dorošina Polina Monova              | 4-6, 7-6(4), [9-11] |
| 21. | 8 febbraio 2020  | Dow Corning Tennis Classic, Midland                      | Cemento (i)   | Yanina Wickmayer       | Caroline Dolehide Maria Sanchez           | 3-6, 4-6            |
| 22. | 15 agosto 2021   | Koser Jewelers Tennis Challenge, Landisville             | Cemento       | Samantha Murray Sharan | Hanna Chang Alexa Glatch                  | 6(3)-7, 6-3, [9-11] |
| 23. | 19 febbraio 2022 | Aegon Pro-Series Glasgow, Glasgow                        | Cemento (i)   | Justina Mikulskytė     | Quinn Gleason Catherine Harrison          | 4-6, 1-6            |
| 24. | 2 aprile 2022    | Tuks International, Pretoria                             | Cemento       | Tímea Babos            | Eudice Chong Cody Wong Hong-yi            | 5-7, 7-5, [11-13]   |
| 25. | 30 aprile 2022   | Magic Tours, Monastir                                    | Cemento       | Paige Hourigan         | Nigina Abduraimova Hiroko Kuwata          | 1-6, 6-3, [10-12]   |
| 26. | 10 giugno 2022   | ITF Femenino Villa de Madrid Trofeo Volvo, Madrid        | Cemento       | Jacqueline Cabaj Awad  | Yvonne Cavallé Reimers Guiomar Maristany  | 4-6, 4-6            |

## Risultati in progressione
| Sigla | Risultato               |
| ----- | ----------------------- |
| V     | Vincitore               |
| F     | Finalista               |
| SF    | Semifinalista           |
| O     | Oro olimpico            |
| A     | Argento olimpico        |
| SF    | Bronzo olimpico         |
| QF    | Quarti di Finale        |
| 4T    | Quarto turno            |
| 3T    | Terzo turno             |
| 2T    | Secondo turno           |
| 1T    | Primo turno             |
| RR    | Round Robin             |
| LQ    | Turno di qualificazione |
| A     | Assente                 |
| ND    | Non disputato           |

| Legenda superfici    |
| -------------------- |
| Cemento              |
| Terra battuta        |
| Erba                 |
| Superficie variabile |

### Singolare nei tornei del Grande Slam
| Torneo          | 2012 | 2013 | 2014 |
| --------------- | ---- | ---- | ---- |
| Australian Open | 1T   | 3T   | A    |
| Open di Francia | A    | A    | A    |
| Wimbledon       | A    | A    | A    |
| US Open         | A    | A    | A    |

### Doppio nei tornei del Grande Slam
| Torneo          | 2012 | 2013 | 2014 |
| --------------- | ---- | ---- | ---- |
| Australian Open | A    | A    | A    |
| Open di Francia | A    | A    | A    |
| Wimbledon       | 2T   | A    | A    |
| US Open         | A    | A    | A    |

### Doppio misto nei tornei del Grande Slam
Nessuna partecipazione